# Filmografia di Braccio di Ferro (Famous Studios)
Questa è una lista dei 122 cortometraggi con protagonista Braccio di Ferro e prodotti dai Famous Studios della Paramount Pictures (in seguito conosciuti come Paramount Cartoon Studios) dal 1942 al 1957. Questi cartoni animati vennero prodotti dopo che la Paramount aveva inglobato i Fleischer Studios, che avevano cominciato a produrre i cortometraggi nel 1933.
Tutti i cortometraggi hanno una durata che va da 6 a 10 minuti. 
I primi 14 cortometraggi (da "You're a Sap, Mr. Jap" a "Cartoons Ain't Human") sono in bianco e nero; tutti gli altri (da "Her Honor the Sea" in poi) sono a colori.

## Filmografia
| Titolo originale           | Titolo italiano                                                 | Anno |
| -------------------------- | --------------------------------------------------------------- | ---- |
| You're a Sap, Mr. Jap      | ?                                                               | 1942 |
| Alona on the Sarong Seas   | ?                                                               | 1942 |
| A Hull of a Mess           | ?                                                               | 1942 |
| Scrap The Japs             | ?                                                               | 1942 |
| Me Musical Nephews         | ?                                                               | 1942 |
| Spinach Fer Britain        | Braccio Di Ferro e i Nazisti                                    | 1943 |
| Seein' Red, White 'N' Blue | L'incoscienza dei bambini/Braccio di Ferro recluta              | 1943 |
| Too Weak to Work           | Braccio di Ferro finto malato                                   | 1943 |
| A Jolly Good Furlough      | Braccio di Ferro in vacanza                                     | 1943 |
| Ration Fer The Duration    | ?                                                               | 1943 |
| The Hungry Goat            | ?                                                               | 1943 |
| Happy Birthdaze            | ?                                                               | 1943 |
| Wood-Peckin'               | ?                                                               | 1943 |
| Cartoons Ain't Human       | ?                                                               | 1943 |
| Her Honor The Mare         | Come adottare un cavallo                                        | 1943 |
| The Marry-Go-Round         | ?                                                               | 1943 |
| W'ere on Our Way To Rio    | La samba di Olivia                                              | 1944 |
| The Anvil Chorus Girl      | ?                                                               | 1944 |
| Spinach Packin' Popeye     | ?                                                               | 1944 |
| Puppet Love                | ?                                                               | 1944 |
| Pitchin' Woo at the Zoo    | ?                                                               | 1944 |
| Moving Aweigh              | Braccio di Ferro contro la legge                                | 1944 |
| She-Sick Sailors           | ?                                                               | 1944 |
| Pop-Pie a La Mode          | Braccio di Ferro e i cannibali                                  | 1945 |
| Tops in the Big Top        | ?                                                               | 1945 |
| Shape Ahoy                 | ?                                                               | 1945 |
| For Better or Nurse        | I duellanti                                                     | 1945 |
| Mess Production            | ?                                                               | 1945 |
| House Tricks?              | ?                                                               | 1946 |
| Service With a Guile       | ?                                                               | 1946 |
| Klondike Casanova          | ?                                                               | 1946 |
| Peep in the Deep           | Lotta negli abissi                                              | 1946 |
| Rocket to Mars             | ?                                                               | 1946 |
| Rodeo Romeo                | ?                                                               | 1946 |
| The Fistic Mystic          | L'Incantatore di Serpenti                                       | 1946 |
| The Island Fling           | ?                                                               | 1946 |
| Abusement Park             | ?                                                               | 1947 |
| I'll Be Skiing Ya          | ?                                                               | 1947 |
| Popeye and the Pirates     | ?                                                               | 1947 |
| The Royal Four-Flusher     | ?                                                               | 1947 |
| Wotta Knight               | ?                                                               | 1947 |
| Safari So Good             | ?                                                               | 1947 |
| All's Fair at the Fair     | ?                                                               | 1947 |
| Olive Oyl for President    | La presidentessa Olivia                                         | 1948 |
| Wigwam Whoopee             | ?                                                               | 1948 |
| Pre-Hysterical Man         | L'Uomo delle Caverne                                            | 1948 |
| Popeye Meets Hercules      | La forza d'Ercole                                               | 1948 |
| A Wolf in Sheik's Clothing | Braccio di Ferro nel Deserto                                    | 1948 |
| Spinach vs Hamburgers      | ?                                                               | 1948 |
| Snow Place Like Home       | Avventura al Polo Nord                                          | 1948 |
| Robin Hood-Winked          | ?                                                               | 1948 |
| Symphony in Spinach        | ?                                                               | 1948 |
| Popeye's Premiere          | ?                                                               | 1949 |
| Lumberjack and Jill        | ?                                                               | 1949 |
| Hot Air Aces               | ?                                                               | 1949 |
| A Balmy Swami              | ?                                                               | 1949 |
| Tar with a Star            | Braccio di Ferro sceriffo                                       | 1949 |
| Silly Hillbilly            | ?                                                               | 1949 |
| Barking Dogs Don't Fite    | ?                                                               | 1949 |
| The Fly's Last Flight      | ?                                                               | 1949 |
| How Green is My Spinach    | Le avventure di Braccio di Ferro/Come sono verdi i miei spinaci | 1950 |
| Gym Jam                    | Lezioni di ginnastica                                           | 1950 |
| Beach Peach                | ?                                                               | 1950 |
| Jitterbug Jive             | ?                                                               | 1950 |
| Popeye Makes a Movie       | Braccio di Ferro regista                                        | 1950 |
| Baby Wants Spinach         | ?                                                               | 1950 |
| Quick on the Vigor         | ?                                                               | 1950 |
| Riot in Rhythm             | Bambini terribili                                               | 1950 |
| The Farmer and the Belle   | ?                                                               | 1950 |
| Vacation with Play         | ?                                                               | 1951 |
| Thrill of Fair             | ?                                                               | 1951 |
| Alpine for You             | Lassù sulle montagne/Lassù sui monti                            | 1951 |
| Double-Cross-Country Race  | Corsa automobilistica                                           | 1951 |
| Pilgrim Popeye             | ?                                                               | 1951 |
| Let's Stalk Spinach        | ?                                                               | 1951 |
| Punch and Judo             | ?                                                               | 1951 |
| Popeye's Pappy             | Nei mari del sud                                                | 1952 |
| Lunch with a Punch         | ?                                                               | 1952 |
| Swimmer Take All           | ?                                                               | 1952 |
| Friend or Phony            | ?                                                               | 1952 |
| Tots of Fun                | ?                                                               | 1952 |
| Popalong Popeye            | ?                                                               | 1952 |
| Shuteye Popeye             | Il pisolino di Braccio di Ferro                                 | 1952 |
| Big Bad Sindbad            | Grande cattivo Simbad/Grande malvagio Sinbad                    | 1952 |
| Ancient Fistory            | Il cenerentolo                                                  | 1953 |
| Child Sockology            | ?                                                               | 1953 |
| Popeye's Mirthday          | ?                                                               | 1953 |
| Toreadorable               | ?                                                               | 1953 |
| Baby Wants a Battle        | Foto da ricordo                                                 | 1953 |
| Firemen's Brawl            | Pompieri pasticioni                                             | 1953 |
| Popeye, The Ace of Space   | Eroe degli spazi                                                | 1953 |
| Shaving Muggs              | ?                                                               | 1953 |
| Floor Flusher              | La goccia che fa straripare il vaso                             | 1954 |
| Popeye's 20th Anniversary  | ?                                                               | 1954 |
| Taxi-Turvy                 | ?                                                               | 1954 |
| Bride and Gloom            | La sposa mancata                                                | 1954 |
| Greek Mirthology           | L'antenato di Braccio di Ferro                                  | 1954 |
| Fright To The Finish       | Paura dei fantasmi/Spavento sul finale/Spaventi a non finire    | 1954 |
| Private Eye Popeye         | Braccio di Ferro investigatore privato                          | 1954 |
| Gopher Spinach             | La talpa mangia spinaci                                         | 1954 |
| Cookin' With Gags          | Pesce d'aprile                                                  | 1955 |
| Nurse To Meet Ya           | ?                                                               | 1955 |
| Penny Antics               | ?                                                               | 1955 |
| Beaus Will Be Beaus        | ?                                                               | 1955 |
| Gift Of Gag                | ?                                                               | 1955 |
| Car-azy Drivers            | ?                                                               | 1955 |
| Mister and Mistletoe       | ?                                                               | 1955 |
| Cops is Tops               | Olivia poliziotto                                               | 1955 |
| A Job for a Gob            | Un lavoro per Braccio di Ferro                                  | 1955 |
| Hill-billing and Cooing    | Olivia alla riscossa                                            | 1956 |
| Popeye For President       | Braccio di Ferro presidente                                     | 1956 |
| Out to Punch               | Pronto per colpire                                              | 1956 |
| Assault and Flattery       | Giustizia per Braccio di Ferro                                  | 1956 |
| Insect to Injury           | Il grande flagello/Insetti e danni/Lotta agli insetti           | 1956 |
| Parlez Vous Woo            | Il signore dei sogni                                            | 1956 |
| I Don't Scare              | Olivia la superstiziosa/Venerdi 13/Io non ho paura              | 1956 |
| A Haul in One              | Un trasloco velocissimo                                         | 1956 |
| Nearlyweds                 | Quasi sposi/Sposini                                             | 1957 |
| The Crystal Brawl          | ?                                                               | 1957 |
| Patriotic Popeye           | Braccio di Ferro missile/Braccio di Ferro patriottico           | 1957 |
| Spree Lunch                | Il pranzo migliore                                              | 1957 |
| Spooky Swabs               | Fantasmi questi sconosciuti/S.O.S. naufraghi                    | 1957 |